# Francesca Snell
Francesca Snell (28 de março de 1987) é uma jogadora de polo aquático britânica.

## Carreira
Francesca Snell em Londres 2012 integrou a Seleção Britânica de Polo Aquático Feminino que ficou em 8º lugar.